# فانوس‌ماهی بارنارد
فانوس‌ماهی بارنارد (نام علمی: Symbolophorus barnardi) نام یک گونه از تیره فانوس‌ماهی است.